# 천한봉
천한봉(千漢鳳, 1933년 3월 15일 ~ 2021년 10월 31일)은 대한민국의 도예가이다.

## 생애
일본에서 태어났다. 14세의 나이로 부친이 숨진 뒤 도자기 공장 잔심부름꾼으로 들어가 기술을 배웠다. 1960년대 말 일본 주지 사쿠라가와로부터 주문을 받은 것을 계기로 고려다완을 만들기 시작했다. 1972년 문경요(聞慶窯)를 설립해 본격적으로 찻사발을 만들었다. 1995년 대한민국 도예 명장으로 선정됐고, 2006년 경북 무형문화재 사기장에 지정됐다. 문경요 명예대표이다. 한국폴리텍 6대학 대구캠퍼스 명예교수였다.
2021년 10월 31일 노환으로 별세하여 도예 생활을 마감하였다.

## 가족 관계
- 딸은 천경희씨 1972년 출생하였으며, 문경요 제2대 전수자이다.

## 관련 영화
- 2019년 다큐멘터리 영화 불숨 (고희영 감독)

## 수상
- 2005년 동탑산업훈장
- 2006년 노동부 장관 표창
- 2008년 일본 문화훈장